# Go!go!ガールズ
go!go!ガールズ（ゴー!ゴー!ガールズ）は、日本テレビの女性アナウンサー3人で2007年に結成されたキャンペーンガールユニット。

## 概要
2008年に開局55周年を迎えた日本テレビが、2008年1月～2009年3月の約1年間を通じて行う「日本テレビ開局55年プロジェクト」（通称日テレ55）をPRするキャンペーンガールとして、2007年12月に期間限定で結成した女性アナウンサーユニット。
日本テレビ開局40周年を記念して結成された「DORA」以来、同局では15年ぶりの本格的女子アナユニットとなる。
ユニット名の由来は、55周年の「55」と「ゴーゴー(go!go!)」をかけたものである。
2007年12月20日に東京・汐留の日本テレビ社屋で行われた「日本テレビ開局55年プロジェクト」の会見の場において、1960年代を想起させるサイケデリックな柄のワンピース姿のユニットがお披露目された。この60年代ファッションは、同姿で当時ダンスフロアで踊っていた女の子たちを「ゴーゴーガール」と呼んでいたことに由来している。
キャンペーンソングはユニット自身が歌う、米歌手チャック・ベリーの「Johnny B. Goode」の替え歌カバー曲「Nittele go!go!」。

## メンバー
鈴江以外は当時アナウンス室に在籍。
■鈴江奈々（すずえ なな、1980年7月11日-）
神奈川県藤沢市出身。B型。慶應義塾大学卒。2023年現在もアナウンス室に在籍。
■葉山エレーヌ（はやま えれーぬ、1982年7月29日-）
フランス・パリ出身。B型。明治大学卒。2018年に別部署へ異動。
■夏目三久（なつめ みく、1984年8月6日-）
大阪府箕面市出身。O型。東京外国語大学卒。2013年退社後、2021年4月1日に有吉弘行と結婚し、同年9月30日を以て引退。

## 主な活動
2008年
2月10日（同日を語呂合わせで“ニッテレの日”だとみなしている）に放送された『日テレ映像王国55年間伝説番組大公開SP』が、ユニットの事実上の初仕事であり、チャイナドレス姿で担当した。
続いて『日本テレビ開局55年記念番組「女たちの中国」』（2月11日放送）のPRとして、放送当日の『スッキリ!!』に出演。更に放送直前番組の『ドラバラZONE 第2部 「今夜9時「女たちの中国・13億のチカラ」直前SP」』を担当している。
2月17日の第2回東京マラソン2008には、メンバー3人のいずれもがランナーとして参加する予定だったが、葉山が当日になって体調不良で欠場、鈴江と夏目だけの出場となったが、同タイムで二人とも完走を果たした。
3月2日、Bunkamuraザ・ミュージアムで開催された展覧会「ルノワール+ルノワール展」（2月2日～5月6日）の1日館長を務めた。これがユニットにとって初の局外活動となった。これに関連し、BS日テレの番組『go!go!ガールズがご案内!ルノワール＋ルノワール展の魅力,全部見せます!!』（4月6日 26:45～27:15）に出演。
3月27日、日本テレビ『PRIDE & SPIRIT 日本プロ野球2008』による番組表冊子『Y&Yテレビ』への一面カラー広告「GIANTS CALENDAR 2008」（中継日程）に、“go!go!ジャイアンツ by go!go!ガールズ”のスローガンで、ジャイアンツユニフォームに身を包んで登場。
4月6日、音楽バラエティー特番『ザッツ宴会テイメント』に出演し、歌とダンス、トークを披露。
5月3日、『欽ちゃん&香取慎吾の第80回全日本仮装大賞』に出場。15点で合格（仮装のタイトルは「洗車機 go!go!」）。
5月6日、『開局55年記念番組 ワールドレディスサロンパスカップ』（5月8日～5月11日）の前夜祭に出席。
7月12日公開の映画『それいけ!アンパンマン 妖精リンリンのひみつ』で、ダンス好きの3匹の猿役で声優を担当。
8月27日、東京ドームのグラウンドで「読売ジャイアンツ×横浜ベイスターズ」試合前にチームヴィーナス的コスチュームで（当日しか練習していないぶっつけ本番で）ダンスを披露後、『ワンセグプレミアムナイター』の“ワンセグ野球チャット”（データ放送）に参加。
10月5日、音楽バラエティー特番『ザッツ宴会テイメント 秋のロックな歌謡ショー!』に再び出演。
10月13日、『開局55年記念番組 女子レスリング世界選手権2008』の司会を担当。
FIFAクラブワールドカップ2008の大会イメージキャラクターを務め、キャンペーンCM及び 大会ポスターに登場。
11月29日、12月7日、『月刊サッカーアース』に、大会の宣伝のため出演。
12月5日、歌手デビュー曲「クリスマスは一緒に」が、日本テレビ携帯サイト「着♪日テレ」にて、期間限定で配信された。
12月7日には、日本テレビ「ゼロスタ広場」でデビューイベントを開催。
12月16日、『1億3000万人が選ぶベストアーティスト2008』にリポーター役で出演。
12月11日に開幕したFIFAクラブワールドカップ2008の関連番組『日テレ55　FIFAクラブワールドカップいよいよ開幕SP!』及び:12月21日の『日テレ55　FIFAクラブワールドカップ決勝直前情報』、総集編「FIFAクラブワールドカップ　総集編」に出演した。11月17日深夜〜12月19日深夜において、担当したCWC番宣ミニ番組が、CWCフィラーとして放送されている。
2009年
2月18日、ユニットが歌うキャンペーンCMソングの他、過去にヒットした日テレドラマ主題歌などを1枚に収めた「日テレ開局55年」記念コンピレーションCD『ベスト・ヒット!日テレ55』が「エイベックス・エディション」、「ソニー・ミュージックエディション」、「日テレ・スタンダード」の3つのバージョンで発売される。ジャケット写真及びミュージックナビゲーションはそれぞれ「夏目＆宮崎宣子」、「葉山＆西尾由佳理」、「鈴江＆脊山麻理子」が担当。組み合わせは、発売当時、日本テレビ帯番組担当アナウンサーのコンビである。
2月25日放送のBS日テレ『加藤夏希のトレンドアイズ』（第24回）の「アイ・プラス」コーナーにVTR出演し、『ベスト・ヒット!日テレ55』の宣伝を行った。
3月3日〜6月3日の期間限定で、ユニットのこれまでの活動を記録した写真集『go!go!ガールズ卒業写真集 －Graduation－』が発売されることとなった。購入者が、サイト上で100枚の写真の中から好きなカットを選ぶことで、たった一つのオリジナルフォトブックを作れるという趣旨になっている。写真集には購入者のネームも刻まれ、抽選で55名に対しては、3人の直筆サイン入りとなる。通常版とは別に、秘蔵写真を含むベストショットを厳選したプレミアムセレクションも同時に発売された。それぞれ、A3サイズ版（写真28枚）、A4サイズ版（32枚）の2種類がある。
3月31日、日本テレビ開局55周年の年度末にあたるこの日をもって、go!go!ガールズは解散するに至った。